# Joseph Anton von Pignatelli
Joseph Anton von Pignatelli (* 1682 in Neapel; † 26. Januar 1762 in Neapel) war Fürst von Belmonte, Herzog von Bisacia, Marchese von San Vincenzo und k.k. General der Kavallerie.

## Herkunft
Seine Eltern waren der Vizekönig von Navarra Dominik Pignatelli (1642–1703) und dessen Ehefrau Anna Maria Francesca Aymerich-Cruilles. (1656–1675).
Sein Bruder Franz (1687–1751) wurde spanischer General und war spanischer Gesandter in Paris. Seine Schwester Maria Anna Josepha (1689–1755) war die Ehefrau von Johann Michael von Althann (1679–1722).

## Leben
Er diente zunächst unter dem spanischen König Karl II. Nach dessen Tod im Jahr 1700 trat er in kaiserlich-österreichische Dienste. Er wurde Grande von Spanien und Kommandeur eines Kavallerie-Regiments. Am 15. November 1720 wurde er zum Feldmarschalleutnant ernannt, 1723 wurde er Reichsfürst und am 15. November 1723 General der Kavallerie. Als Spanien im Rahmen des Polnischen Erbfolgekrieges 1734 in Unteritalien landete wurde er als Nachfolger des Generals Caraffa Kommandeur der Truppen in Italien. Caraffas Plan zur Verteidigung von Unteritalien war bereits gescheitert, als Pignatelli vom Hof in Wien angewiesen wurde, die Spanier zu stellen. Aber die Österreicher wurden in der Schlacht von Bitonto vernichtend geschlagen und Pignatelli geriet in Gefangenschaft.
Das hatte für den General keine größeren Konsequenzen. Er wurde von jeglicher Schuld freigesprochen und erhielt 15.000 fl. Er nahm seinen Abschied und ging 1737 an den Hof Karl VII. von Neapel – später König von Spanien – wo er 1762 starb.

## Familie
Pignatelli heiratete am 2. Juni 1721 (1722 ?) Anna Francesca Pinelli Ravaschieri († 18. Januar 1779), Herzogin von Acerenza. Das Paar hatte mehrere Kinder, darunter:
- Anna Maria Antonia (* 18. Mai 1723)